# Betty Heidler
Betty Heidler, född 14 oktober 1983 i Berlin, är en tysk friidrottare (släggkastare).
Heidlers första mästerskapsfinal var VM i Paris 2003 där hon slutade på 11:e plats. Vid OS 2004 i Aten slutade Heidler precis utanför prispallen på en fjärde plats. Vid EM i Göteborg 2006 missade hon ånyo prispallen då hon slutade femma. Heidler lyckades däremot vinna VM-guld vid VM 2007 i Osaka då hon redan i sitt andra kast slog till med 74,76 meter. Hon deltog även vid OS 2008 där hon tog sig vidare till finalen men slutade nia.
Heidler noterade ett nytt personligt rekord vid VM 2009 på hemmaplan i Berlin då hon kastade 77,12 meter vilket även var tyskt rekord. Kastet gav henne en silvermedalj. Resultatet uppnåddes i sista omgången.
Under tävlingar i tyska Halle den 21 maj 2011 kastade hon 79,42. Kastet var 1,5 meter längre än polskan Anita Wlodarczyks världsrekord. 
Heidler lyckades vinna OS-brons vid OS 2012 i London då hon kastade 77,13 meter.
Heidler tävlar för Eintracht Frankfurt och jobbar som polis.